# ニード・フォー・スピード (映画)
『ニード・フォー・スピード』（Need for Speed）は、2014年のアメリカ合衆国のアクション映画。原作はエレクトロニック・アーツのレースゲーム『ニード・フォー・スピード』。スコット・ワウ監督の3作目の作品で、出演はアーロン・ポールとドミニク・クーパーなど。チューンナップされたスーパーカーによる公道レースを描いたカーアクション映画。
日本では、本作以降、映画配給の英語に『Distributed by BUENA VISTA INTERNATIONAL』から『Distributed by WALT DISNEY STUDIOS MOTION PICTURES INTERNATIONAL』の表記に変更されている。

## ストーリー
トビーは父親が遺した自動車修理工場を営みながら、夜になると仲間と共に非合法のストリート・レースに繰り出していた。地元であるキスコの地から出たことがないものの、天才ドライバーとして名前を知られつつあり、全米最大のストリート・レース・グランプリ「デレオン」からのオファーも受けていた。
ある日、ライバルのディーノから未完成のシェルビー・マスタングを完成させて欲しいと依頼があり、トビーは工場の経営のため不本意ながらも仕事を受け、マスタングを完成させる。ディーノによるマスタングのお披露目パーティーにいたセレブのビルとある賭けをし、その結果、ディーノが売る予定より高値で売却する契約をビルと結ぶ。それに怒ったディーノは、車の売却益を掛けたレースを持ちかけられ、トビーはそれに応じる。そのレースの最中、トビーの弟分ピートがディーノが仕掛けた接触事故で命を落とす。ディーノは事故現場から逃走し、トビーはその事故の責任を負わされる形で無実でありながら投獄されてしまう。
仮釈放で刑務所を出たトビーは、無実の証明とディーノへの復讐を果たすため、「デレオン」への参加を決意する。主催者モナークへのアピールのために、ビルからマスタングを条件付きで借り、開催地サンフランシスコへ向けて仲間とともに45時間の大陸横断の旅に出る。
それを知ったディーノは、トビーの到着を阻止するため法外な懸賞を用意する。懸賞目当てに襲いかかる追跡者や警察による激しい追跡の手がトビーに迫る。仲間の協力もあり、何とかそれをくぐりぬけ、サンフランシスコに到着する。その矢先、追跡者にマスタングを壊され、窮地に追い込まれるが、ピートの姉であるアニータがディーノのパソコンのデータから借りている倉庫に隠されている事故に関与した赤いアゲーラを見つけ出しトビーに倉庫の場所とパスワードを教える。その後トビーは倉庫に向かい赤いアゲーラを手にし「デレオン」のスタート地点に到着する。そして、勝つためには手段を選ばないライバルたちが乗るスーパーカーとディーノとの最後の対決に挑む。

## キャスト
トビー・マーシャル
演 - アーロン・ポール、日本語吹替 - 加瀬康之
主人公。マウンドキスコの修理工場の若き経営者。レーサーでその実力は本物､旧式のフォードトリノを平気で乗り回したり初乗車のアゲーラRのコツをすぐ掴む。
ディーノの依頼であるシェルビーのマスタングの仕上げを工場存続のために仕方なく承知するが嫉妬したディーノが叔父のアゲーラRを勝手に運転させ､事故の責任を彼に押し付けたために懲役2年を宣告された､仮釈放中に危険は承知でジュリアと共にデレオンの旅に出る。
ディーノ・ブルースター
演 - ドミニク・クーパー、日本語吹替 - 土田大
主人公のライバル。セレブのカーディーラー。元インディーレーサーでマーシャル親子を負かし、デレオンで優勝するなど腕は本物。
トビー達の腕を見込んでマスタングの仕上げを任せるが、ずる賢い性格でピートの死の元凶である自分だけ逃げ、トビーに濡れ衣を着せた上様々な妨害を仕掛ける。ディーラーの仕事はうまくいってないようで融資を受けている。
ジュリア・マッドン
演 - イモージェン・プーツ、日本語吹替 - 佐古真弓
女性カーディーラーで今作品のヒロイン。気が強く運転技術も確かだが高所恐怖症。
トビーのお目付役として同乗していたが次第に和解し恋に落ちて行く。
ベニー
演 - スコット・メスカディ、日本語吹替 - 杉村憲司
トビーの修理工場のスタッフでレースの際にはセスナ機で見守り、注意を呼びかける。詩を考えたりダンスが出来たりとムードメイカーでもあり、いじられ役。
空軍少佐で軍用ヘリも飛ばせるが皆に信じて貰えずほら吹きと呼ばれている。誰よりも先に仮釈放されたトビーを迎えに行った。
フィン
演 - ラミ・マレック、日本語吹替 - 小松史法
トビーの修理工場のスタッフでかなりのお調子者。マスタングの音を聞いて感覚が戻り会社からの決別の為に全裸になり憧れの女性にキスしたりする。フェラル・ロッドを難無くこなす。
ジョー・ペック
演 - ラモン・ロドリゲス、日本語吹替 - 花輪英司
トビーの修理工場のスタッフで恐らく工場の中で一番の常識人。
ガソリンタンク着きピックアップトラック「ビースト」を運転しトビーをサポートする。
リトル・ピート
演 - ハリソン・ギルバートソン、日本語吹替 - 須田祐介
トビーの修理工場のスタッフ。トビーの弟分でアニータの弟。ポンディアックgtoで難無くドリフトをかます。予知夢を見るらしくトビーが赤いアゲーラRでデレオンで優勝する夢を見る。その予知夢はベニーに気に入られている。ディーノ、トビーとのアゲーラR3台でのレースをしていてディーノの邪魔をしようとしたがリアバンパーをぶつけられ横滑りになり横転炎上し死亡してしまう。
アニータ
演 - ダコタ・ジョンソン、日本語吹替 - 小林未沙
ピートの姉でありトビーの元恋人。ディーノの婚約者であるがトビーのことを少し忘れられない様子。事件の表際は知らなかったがディーノの闇を知り別れトビーに重要な情報を与える。
ビル・イングラム
演 - スティーヴィー・レイ・ダリモア、日本語吹替 - 大川透
マスタングを購入するセレブでジュリアとは知人。ディーノに融資をする変わり再度デレオンで優勝する事を条件とする。
モナーク
演 - マイケル・キートン、日本語吹替 - 大川透
「デレオン」の主催者。元レーサーだが心臓発作を起こし引退。症状を抑えるため薬を服用している。ネットに自分の番組を持っており、主に車関係のニュースを報道している。
自分に批判があるものや警察には番組中にもかかわらず暴言や問題発言を繰り返す。冗談交えで親近感がある人物。

## 登場する車
- シェルビー・マスタング
- ランボルギーニ・セスト・エレメント
- サリーン・S7
- マクラーレン・P1
- ブガッティ・ヴェイロン
- GTA・スパーノ
- ケーニグセグ・アゲーラR
- グラン・トリノ1969
- メルセデス・ベンツ・SLRマクラーレン

※なお、デレオンに登場するスーパーカーはすべて、リールインダストリー社製のレプリカを用いている。

## 興行収入
北米市場において、公開初週に2200万ドル以上を稼ぎ出すと予想されていた。しかし、実際は公開初週に3118館で公開され、1780万ドルを稼ぎ出すに留まり、週末興行収入ランキング初登場3位となった。なお、観客の70%が男性であった。最終的に、北米市場では4357万ドルを稼ぎ出した。

## 評価
レビュー・アグリゲーターのRotten Tomatoesでは187件のレビューで支持率は22%、平均点は4.30/10となった。Metacriticでは38件のレビューを基に加重平均値が39/100となった。